# Beryl Goldwyn
Pour les articles homonymes, voir Goldwyn.
Beryl Goldwyn Karney, née le 31 décembre 1930 et morte le 11 octobre 2022, est une danseuse de ballet anglaise.

## Biographie
Née en banlieue de Londres, elle commence à danser à l'âge de 3 ans. Elle étudie au Royal Ballet School et se produit ensuite avec la troupe du Royal Ballet dans la pièce The Sleeping Princess avec Margot Fonteyn quand l'opéra a rouvert en 1946 après la Seconde Guerre mondiale.
En 1949, elle danse avec le Ballet anglo-polonais (Anglo-Polish Ballet) et se joint l'année suivante au Ballet Rambert, ce qui lui permit de devenir prima ballerina.
Elle danse alors plusieurs rôles dont Les Sylphides, Casse-Noisette, La Belle au bois dormant et Giselle, dans plusieurs pays dont le Royaume-Uni, l'Irlande, la France, l'Allemagne, l'Italie, les États-Unis et un festival à Baalbek au Liban où elle se produit avec la chanteuse Fairuz. De retour au Royal Ballet en 1996-1997, elle interprète Don Quichotte avec Sylvie Guillem.
Pour le 90e anniversaire du Ballet Rambert, elle prend part aux célébrations à travers le Rambert at 90 Oral History Project,.
En 1969, elle se marie avec le scientifique, ingénieur et homme d'affaires Andrew Karney (en).